# Buckland (Massachusetts)
Buckland és una població dels Estats Units a l'estat de Massachusetts. Segons el cens del 2000 tenia 1.991 habitants.

## Demografia
Segons el cens del 2000, Buckland tenia 1.991 habitants, 772 habitatges, i 542 famílies. La densitat de població era de 39,3 habitants per km².
Dels 772 habitatges en un 33,2% hi vivien nens de menys de 18 anys, en un 54,1% hi vivien parelles casades, en un 11,9% dones solteres, i en un 29,7% no eren unitats familiars. En el 21,8% dels habitatges hi vivien persones soles el 8,2% de les quals corresponia a persones de 65 anys o més que vivien soles. El nombre mitjà de persones vivint en cada habitatge era de 2,57 i el nombre mitjà de persones que vivien en cada família era de 3.
Per edats la població es repartia de la següent manera: un 25% tenia menys de 18 anys, un 7,8% entre 18 i 24, un 26,4% entre 25 i 44, un 27,6% de 45 a 60 i un 13,3% 65 anys o més.
L'edat mediana era de 40 anys. Per cada 100 dones de 18 o més anys hi havia 92,3 homes.
La renda mediana per habitatge era de 45.833 $ i la renda mediana per família de 51.420$. Els homes tenien una renda mediana de 38.684 $ mentre que les dones 24.977$. La renda per capita de la població era de 20.033$. Entorn del 3,5% de les famílies i el 6,9% de la població estaven per davall del llindar de pobresa.